# اله‌آباد (زارچ)
اله‌آباد، روستایی در دهستان اله‌آباد بخش اله‌آباد شهرستان زارچ در استان یزد ایران است. این روستا، مرکز بخش اله‌آباد است.

## جمعیت
بر پایه سرشماری عمومی نفوس و مسکن در سال ۱۳۹۵، جمعیت این روستا برابر با ۵٬۵۷۳ نفر (۱٬۴۴۳ خانوار) بوده‌است.